# Christine Gerlach

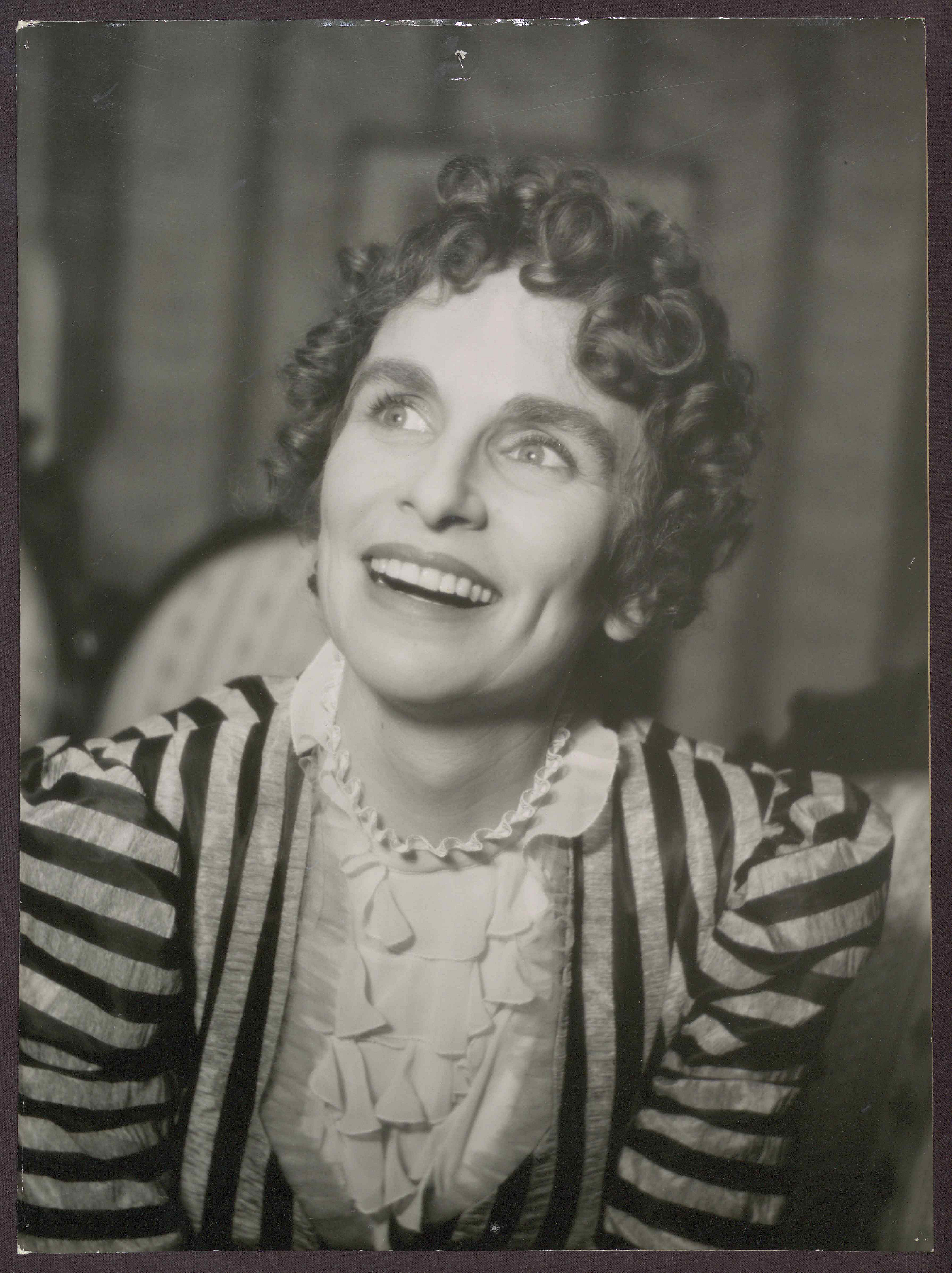
Christine Gerlach in Henrik Ibsens Nora am Badischen Staatstheater Karlsruhe (1957/58)

Christine Gerlach (* 9. März 1925 in Berlin) ist eine deutsche Schauspielerin, Hörspiel- und Synchronsprecherin.

## Leben
Die Tochter eines Architekten spielte von 1945 bis 1947 auf der Bühne des Deutschen Theaters Berlin. Später war sie an den Städtischen Bühnen Bielefeld (u. a. 1954 als Louka in Helden) und am Badischen Staatstheater Karlsruhe tätig. In den Jahren 1962 bis 1972 gehörte sie zum Ensemble des Schillertheaters. Seit 1972 arbeitete sie als freiberufliche Schauspielerin.
Außerdem spielte sie auch Film- und Fernsehproduktionen wie Robert Adolf Stemmles Drama Kubinke, Herbert Veselys Fernsehspiel Das Bastardzeichen, John Schlesingers Drama …und der Himmel steht still sowie Loriots Komödie Ödipussi. Daneben übernahm sie Gastrollen in Fernsehserien wie Tatort, Ein heikler Fall, Ehen vor Gericht, Lokaltermin und Hamburg Transit.
Darüber hinaus arbeitete Christine Gerlach umfangreich als Synchronsprecherin und lieh ihre Stimme zahlreichen international bekannten Schauspielkolleginnen wie Peggy Ashcroft in Sunday, Bloody Sunday, Cloris Leachman in Frankenstein Junior, Myrna Loy in Giganten am Himmel, Mildred Natwick in der zweiten Synchronfassung von Immer Ärger mit Harry und Micheline Presle in Die Nonne.

## Filmografie (Auswahl)
- 1962: Frauenarzt Dr. Sibelius
- 1963: Der Beste
- 1965: Es geschah in Berlin – Trickbetrüger Tubatzki
- 1966: Kubinke
- 1966: Große Liebe
- 1966: Das Millionending (Fernseh-Zweiteiler)
- 1970: Das Bastardzeichen
- 1970: Eli
- 1972: Gefährliche Streiche
- 1972: Die rote Kapelle (Fernsehmehrteiler)
- 1972: Hamburg Transit (Fernsehserie) – Der Blechsarg
- 1973: Tatort – Cherchez la femme oder Die Geister vom Mummelsee
- 1973: Das sündige Bett
- 1973: Lokaltermin – Der Punkt auf dem i
- 1974: Unter Ausschluß der Öffentlichkeit (Fernsehreihe)
- 1976: Verdunkelung – Der Eisenbahnmörder
- 1982: Dabbel Trabbel
- 1988: Ödipussi
- 1990: Gefährliche Verführung
- 1993: … und der Himmel steht still (The Innocent)

## Synchronrollen (Auswahl)

### Filme
- 1981: Maureen Stapleton in Reds als Emma Goldman
- 1983: Evie Garratt in Besuch aus dem Jenseits als Daria
- 1984: Ellen Corby in Vertigo – Aus dem Reich der Toten als Managerin des McKittrick Hotels
- 1993: Molly McClure in Mrs. Doubtfire – Das stachelige Kindermädchen als Paula du Pré
- 1994: Phoebe Brand in Vanja auf der 42. Straße als Nanny
- 1997: Eugenie Besserer in Der Jazzsänger als Sara Rabinowitz

### Serien
- 1975–1976: Astrid Lindgren in Michel aus Lönneberga als Erzählerin
- 1983: Eve Arden in Hart aber herzlich als Sophie Green
- 1983: Corinne Calvet in Hart aber herzlich als Pauline Simone
- 1987: June Allyson in Die Fälle des Harry Fox als Neva Blake
- 1991: Mary Wickes in Ein gesegnetes Team als Marie Murkin
- 1992–1995: Peg Phillips in Ausgerechnet Alaska als Ruth–Anne Miller

## Hörspiele
- 1960: Der Reigenprozeß – oder: Die Kunst, Anstoß zu nehmen – Regie: Fritz Schröder-Jahn
- 1961: Das träumende Mädchen – Regie: Otto Kurth
- 1962: Erste Liebe – Regie: Peter Schulze-Rohr
- 1962: Gedanken im Kreise – Regie: Wolfgang Spier
- 1962: Wohin soll ich gehen? – Regie: Hanns Korngiebel
- 1963: Das Telegramm – Regie: Hanns Korngiebel
- 1963: Der Nachtzug – Regie: Rolf von Goth
- 1963: Tagebuch – Regie: Jörg Jannings
- 1963: Untern Linden, untern Linden – Regie: Alexander Pestel
- 1964: Die Reise nach Italien – Regie: Rolf von Goth
- 1965: Ausweg – Regie: Oswald Döpke
- 1969: Linda – Regie: Nicht angegeben
- 1970: Ein fröhliches Begräbnis – Regie: Hermann Wenninger
- 1971: Der Geburtstag – Regie: Klaus Mehrländer
- 1972: Revolte auf Luna (4 Teile) – Regie: Heinz Dieter Köhler
- 1972: Happy End – Regie: Rolf von Goth
- 1973: Los Angeles mit allen Ängeln – Regie: Klaus Wirbitzky
- 1974: Kathedrale oder Wohnmaschine Das Bauhaus – Dokumente zu einem sozialen Experiment – Autor und Regie: Götz Naleppa
- 1976: So einen Chef mußt du haben – Regie: Götz Naleppa
- 1977: Die Vernichtung der Dörfer – Regie: Robert Matejka
- 1982: Der Don Juan und der Non Don Juan – Regie: Klaus Mehrländer
- 1987: Hinterhof Berlin Mitte – Regie: Ludwig Schultz
- 1987: Der Herr, der schickt den Jockel aus – Regie: Manfred Marchfelder
- 1988: "So einen wie mich kann man nicht von den Bäumen pflücken, sagt Buster" – Regie: Vera Hinz
- 1989: Der Spuk der weißen Taube – Regie: Ulli Herzog
- 1989: Landschaftsschlacht – Regie: Wolfgang Wölfer
- 1990: Der Drache ist tot – Regie: Frank E. Hübner
- 1994: Euch verdanke ich alles, was ich im Leben Schönes gehabt habe – Regie: Albrecht Surkau
- 1995: Pflegefall – Regie: Klaus-Michael Klingsporn